# Franz Joseph af Battenberg
Prins Franz Joseph af Battenberg (tysk: Prinz Franz Joseph von Battenberg) (født 24. september 1861 i Padova, Veneto, Italien, død 21. juli 1924 i Schweiz) var en tysk-polsk adelsprins, der var tronfølger i Bulgarien fra 1879 til 1886.

## Forældre
Franz Joseph af Battenberg var søn af prins Alexander af Hessen-Darmstadt og den polsk fødte komtesse Julia Hauke. Prins Alexander var søn af storhertug Ludvig 2. af Hessen og ved Rhinen og storhertuginde Vilhelmine af Hessen og ved Rhinen.

## Bulgarsk tronfølger
I 1879 blev Franz Josephs ældre bror Alexander 1. fyrste af  Bulgarien. På dette tidspunkt havde Alexander ingen børn, og Franz Joseph blev landets tronfølger. Han gjorde tjeneste som oberst i den bulgarske hær, og han skrev en bog om landets økonomi.
Brødrene blev afsatte ved et militærkup i 1886.

## Ægteskab
I 1897 giftede Franz Joseph sig med prinsesse Anna af Montenegro (1874–1971). Hun var den sjette af de ni døtre, som kong Nikola 1. af Montenegro fik. Nikola 1. var regerede fyrste af Montenegro fra 1860, og han var landets konge i 1910–1918. Parret fik ingen børn.
Fra 1923 (da Franz Josephs søster døde) og frem til sin egen død i 1971 var Anna af Montenegro den eneste (og dermed den sidste), der brugt titlen prinsesse af Battenberg. Tilsvarende var Franz Joseph den eneste (og den sidste), der brugte titlen prins af Battenberg i 1917–1924.
Franz Josephs niece Alice af Battenberg (1885–1969) gav afkald på sin battenbergske titel, da hun giftede sig med prins Andreas af Grækenland og Danmark i 1903. Tilsvarende gav en anden niece (Victoria Eugenie af Battenberg) afkald, da hun giftede sig med kong Alfons 13. af Spanien i 1906. De britiske medlemmer af slægten Battenberg ændrede deres navn til Mountbatten i 1917.